# PTAB-2,5-1,5
PTAB-2,5-1,5 (ros. ПТАБ-2,5-1,5) – radziecka bomba przeciwpancerna małego wagomiaru z okresu II wojny światowej.

## Historia
Bomba PTAB-2,5-1,5 była jedyną masowo stosowaną bombą przeciwpancerną małego wagomiaru okresu II wojny światowej. Jej oznaczenie oznaczało przeciwpancerną bombę lotniczą wagomiaru 1,5 kg o gabarytach bomby 2,5-kilogramowej. Prace nad bombami przeciwpancernymi z ładunkiem kumulacyjnym rozpoczęto w ZSRR w 1942 roku w kilku biurach. Najlepsza okazała się bomba o wielkości bomby 10-kilogramowej, lecz zdecydowano się na bombę mniejszego wagomiaru w celu zwiększenia ich liczby zabieranej przez samolot. W styczniu 1943 roku nadano jej oznaczenie PTAB-2,5-1,5, a po ukończeniu prób 24 kwietnia 1943 przyjęto na uzbrojenie i skierowano niezwłocznie do produkcji.
Głowica kumulacyjna miała kaliber 56 mm i wysokość 32 mm. Grubość ścianek wynosiła 1 mm, lecz dla zwiększenia działania odłamkowego na cylindryczną część bomby nakładano kołnierz grubości 1,5 mm. Bomba przebijała do 60 mm pancerze przy kącie padania między 90° a 30°. Do zniszczenia czołgu wymagane było jednak z reguły trafienie w okolice zbiorników paliwa, w innym wypadku mogło nastąpić jedynie jego uszkodzenie lub obezwładnienie.
Ił-2 przenosił 280 takich bomb w czterech wewnętrznych kasetach (po 72 w centropłacie i po 68 w zewnętrznych częściach skrzydeł).